# Cagnac-les-Mines

Cagnac-les-Mines este o comună în departamentul Tarn din sudul Franței. În 2009 avea o populație de 2.251 de locuitori.

## Evoluția populației
| An        | 1975  | 1982  | 1990  | 1999  | 2006  | 2009  |
| --------- | ----- | ----- | ----- | ----- | ----- | ----- |
| Populație | 2.818 | 2.613 | 2.225 | 2.086 | 2.142 | 2.251 |